# فرودگاه زاکوما
فرودگاه زاکوما  (به انگلیسی: Zakouma Airport)  یک فرودگاه همگانی  با کد یاتا AKM است . این فرودگاه در  کشور چاد قرار دارد .